# Johannes Ortner (Geophysiker)

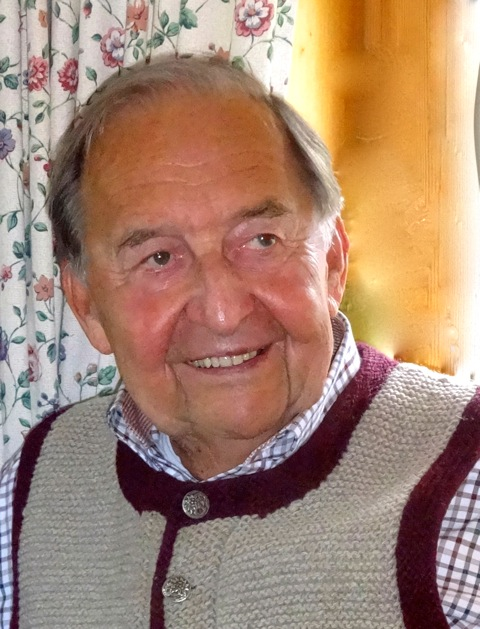
Johannes Ortner (2014)

Johannes Ortner (* 31. Mai 1933 in Wien) ist ein österreichischer Geophysiker und Raumfahrtmanager. Er war von 1974 bis 1998 Geschäftsführer der Austrian Space Agency (ASA) in Wien.

## Leben
Johannes Ortner absolvierte 1951 die Matura am Humanistischen Gymnasium Wien XIII (Gymnasium Fichtnergasse). Von 1951 bis 1957 studierte er an der Technischen Universität Wien Elektrotechnik und Technische Physik. Im Jahr 1960 wurde er an der Wiener Universität in Geophysik und Meteorologie mit einer Dissertation zum Thema Untersuchungen des Nordlichts mithilfe von ultrakurzen Radiowellen promoviert.
Von 1957 bis 1962 arbeitete Johannes Ortner am Geophysikalischen Observatorium der Königlich Schwedischen Akademie der Wissenschaften in Kiruna, Schweden. Er leitete von 1960 bis 1962 den Bau der ersten schwedischen Raketenexperimente zur in-situ-Untersuchung des Nordlichts.
Zwischen 1962 und 1974 war er bei COPERS und  der ESRO beschäftigt. Von 1965 war er 1968 als stellvertretender Direktor für wissenschaftliche Projekte bei der ESLAB (heute: Space Science Department der ESA). Von 1968 bis 1974 war er stellvertretender Direktor für Wissenschaftliche Programmplanung am Sitz der ESRO in Paris.
Von 1974 bis 1998 leitete er die Österreichische Gesellschaft für Weltraumfragen als Geschäftsführer. Er leistete einen wesentlichen Beitrag zur Heranführung Österreichs an die Europäische Weltraumorganisation ESA. Österreich wurde 1981 als assoziiertes Mitglied und 1987 als Vollmitglied in die ESA aufgenommen.
Er war Begründer und von 1975 bis 2008 Direktor der jährlichen Europäischen Sommerschule für Weltraumforschung und -Technologie in Alpbach, Tirol.
Von 1986 bis 1988 war Johannes Ortner Präsident der Internationalen Astronautischen Föderation (IAF).

## Funktionen und Mitgliedschaften
- Vizepräsident der Eurisy (1992–2018)
- Mitglied des  Aufsichtsrates („Board of Trustees“) der Internationalen Weltraumuniversität ISU
- Mitglied des Finanzkomitees der IAF
- Vertreter des Heiligen Stuhls beim UN-COPUOS (UN-Ausschuss für die Friedliche Nutzung des Weltraums)
- Mitglied der IIASA Kommission der Österreichischen Akademie der Wissenschaften
- Mitglied des Rates des Europäischen Forums Alpbach
- Förderndes Mitglied der Max-Planck-Gesellschaft
- Ehrenmitglied der International Academy of Astronautics
- Mitglied der European Academy of Sciences and Arts

## Auszeichnungen
- Österreichisches Ehrenkreuz für Wissenschaft und Kunst I. Klasse
- Der Asteroid (11681) Ortner (1998 EP6) wurde nach ihm benannt.[3]
- Crystal Helmet Award der Association of Space Explorers (ASE), 2016[4]

## Publikationen
Johannes Ortner veröffentlichte etwa 30 Publikationen auf den Gebieten der Ionosphären- und Magnetosphärenphysik, insbesondere zur Erforschung des Nordlichts.